# 4-idrossiacetofenone monoossigenasi
La 4-idrossiacetofenone monoossigenasi è un enzima appartenente alla classe delle ossidoreduttasi, che catalizza la seguente reazione:
(4-idrossifenil)etan-1-one + NADPH + H+ + O2 ⇄ 4-idrossifenil acetato + NADP+ + H2O
Contiene FAD. L'enzima di Pseudomonas fluorescens ACB, catalizza la conversione di un ampio raggio di derivati dell'acetofenone. Attività molto alta avviene con composti che presentano un sostituente elettrodonatore nella posizione para dell'anello aromatico[1]. In assenza del substrato, l'enzima può agire come la NAD(P)H ossidasi (numero EC 1.6.3.1).